# 李昊星
李昊星〔韓國語：이호성，1967年7月17日—2008年3月10日〕，又譯名為李浩成，韓國的棒球运动员，体育人和敎育家，社会活动家。他曾效力海陀虎和起亞虎。
2005年因投資房產詐欺被捕後交保，但沒付保釋金就和妻子逃亡，2008年殺害和其認識的經營食堂的45歲女性和其三個女兒。被發佈通緝後，畏罪跳河自殺。

## 外部連結
- 李昊星在Baseball-Reference.com（小聯盟以及海外聯盟）（英语）